# Paul Goubert
Pour les articles homonymes, voir Goubert.
Paul Goubert, né le 15 juin 1901 à Orange et mort le 24 septembre 1967 à Alès est un jésuite et historien français, spécialiste de l'Orient et du monde byzantin.

## Biographie
Né le 15 juin 1901 à Orange dans le Vaucluse, Paul Goubert est l'aîné d'une famille de cinq enfants. Son père, Joseph Goubert, est un médecin qui fut également maire de Piolenc (Vaucluse) ; sa mère est la sœur de l'archéologue et épigraphiste Louis Jalabert.
Scolarisé au collège Louis Gonzague, puis à Bollengo en Italie à cause de la Première Guerre mondiale, il entre chez les Jésuites au noviciat à dix-huit ans.
Plus tard, il enseigne à Saint-Joseph d'Avignon puis à l'Institut catholique de Lyon.
De 1951 à 1956, Paul Goubert est en poste à l'Institut pontifical oriental de Rome.
Mort à Alès le 24 septembre 1967, il est inhumé à Lalouvesc en Ardèche.

## Publications

### Ouvrages
- Byzance avant l'Islam : Byzance et l'Orient sous les successeurs de Justinien. L'empereur Maurice, Tome I (préface de Louis Bréhier), Paris : Picard (Éditions A. et J.), 1951.
- Byzance avant l'Islam : Byzance et l'Orient sous les successeurs de Justinien. Byzance et les Francs, Tome II, Paris : Picard (Éditions A. et J.), 1956.
- Foucauld, préface du père Bessières, comprenant une eau forte de Jos Jullien, Impr.-Libr. de l'Archevêché, 1931.

### Articles
- Maurice et l'Arménie [Note sur le lieu d'origine et la famille de l'empereur Maurice (582-602)], Échos d'Orient, vol. 39, no 199–200, 1941.
- Byzance et l'Espagne wisigothique (554-711), Études byzantines, vol. 2, no 2, 1944.
- L'administration de l'Espagne byzantine. I, Les gouverneurs de l'Espagne byzantine, Études byzantines, vol. 3, no 3, 1945.
- L'Espagne byzantine : administration de l'Espagne byzantine (suite). Influences byzantines religieuses et politiques sur l'Espagne wisigothique, Études byzantines, vol. 4, no 4, 1946.
- Patriarches d'Antioche et d'Alexandrie contemporains de saint Grégoire le Grand (Notes de prosopographie byzantine), Revue des études byzantines, vol. 25, no 25, 1967.